# Polystrat fossil
Ett polystrat fossil är ett fossil som ligger i flera olika geologiska skikt. Ett exempel är trädstammar. Sådana fossil uppkommer framför allt när sedimentationen har varit mycket snabb, till exempel vid vulkanutbrott.